# Випперман, Петер
Петер Ви́пперман (нем. Peter Wippermann; род. 19 сентября 1949, Гамбург) — немецкий учёный, исследователь социальных трендов. Преподаватель графического дизайна в эссенском Университете искусств Фолькванг.

## Биография
Выучившись на наборщика и поработав у отца в студии графического дизайна, Випперман получил должность арт-директора издательства Rowohlt Verlag и приложения газеты Die Zeit. В 1988 году Випперман учредил вместе с Юргеном Каффером и Петером Кабелем гамбургское бюро Общества по коммуникационному дизайну. С 1990 года Петер Випперман выступал издателем футурологического журнала Übermorgen табачного производителя Philip Morris. В 1992 году вместе с Маттиасом Хорксом Випперман организовал консультационную фирму.
В 1993—2015 годах Петер Випперман преподавал издательский дизайн на курсе коммуникационного дизайна в Университете искусств Фолькванг. В 2002 году Випперман выступил сооснователем LeadAcademy медиадизайна и медиамаркетинга.

## Сочинения
- Werte-Index 2020, Trendbüro und Kantar TNS, 2019
- Casual Banking — Zehn kulturelle Forderungen der GenY, Sparkassen Innovation Hub, 2019
- Wie lebt Deutschland übermorgen?, QVC-Zukunftsstudie Living 2038, QVC, 2018
- New Work Trendbook — Die 15 wichtigsten trends der Arbeitswelt der Zukunft., XING, 2018
- Werte-Index 2018, Trendbüro und Kantar TNS, 2017
- Herausgeber des Trendmagazins «Inspire» der ProSiebenSat1 Gruppe, seit 2014
- Wie kauft Deutschland übermorgen ein? QVC-Zukunftsstudie Handel 2036, QVC 2016
- Werte-Index 2016, Trendbüro und TNS Infratest, Deutscher Fachverlag 2015
- Lebe lieber froh, Piper Verlag, 2014
- Werte-Index 2014, Trendbüro und TNS Infratest, Deutscher Fachverlag 2013
- Jahr der Werbung, Band 51, Econ Verlag, 2014
- Jahr der Werbung, Band 50, Econ Verlag 2013
- Leben im Schwarm — Die Spielregeln der Netzwerkökonomie, Markus Lause, Peter Wippermann, Red Indians Publishing 2012
- Werte-Index 2012, Trendbüro und TNS Infratest, New Business Verlag 2011
- Die besten Einfamilienhäuser des 21. Jahrhunderts, Callwey Verlag, 2010
- Werte-Index 2009 — Wertewandel in Deutschland. Trendbüro, 2009
- Länger leben, länger lieben — Das Lebensgefühl der Generation Silver Sex. Piper, 2007
- Die Neue Moral der Netzwerkkinder. Piper, 2003
- Trend 2004 — Arbeit, Freizeit, Eigenzeit. Piper, 2003
- Wörterbuch der New Economy. Duden-Verlag, 2001
- Wörterbuch der Szenesprachen. Duden-Verlag, 2000
- Anzeigentrends. DER SPIEGEL/ Verlag Hermann Schmidt, 1997
- Was ist Trendforschung? Econ, 1996
- Markenkult-Kultmarken. Econ, 1995